# Greenville (Michigan)
Pour les articles homonymes, voir Greenville.
Greenville est une ville du comté de Montcalm, dans l’État du Michigan, aux États-Unis.

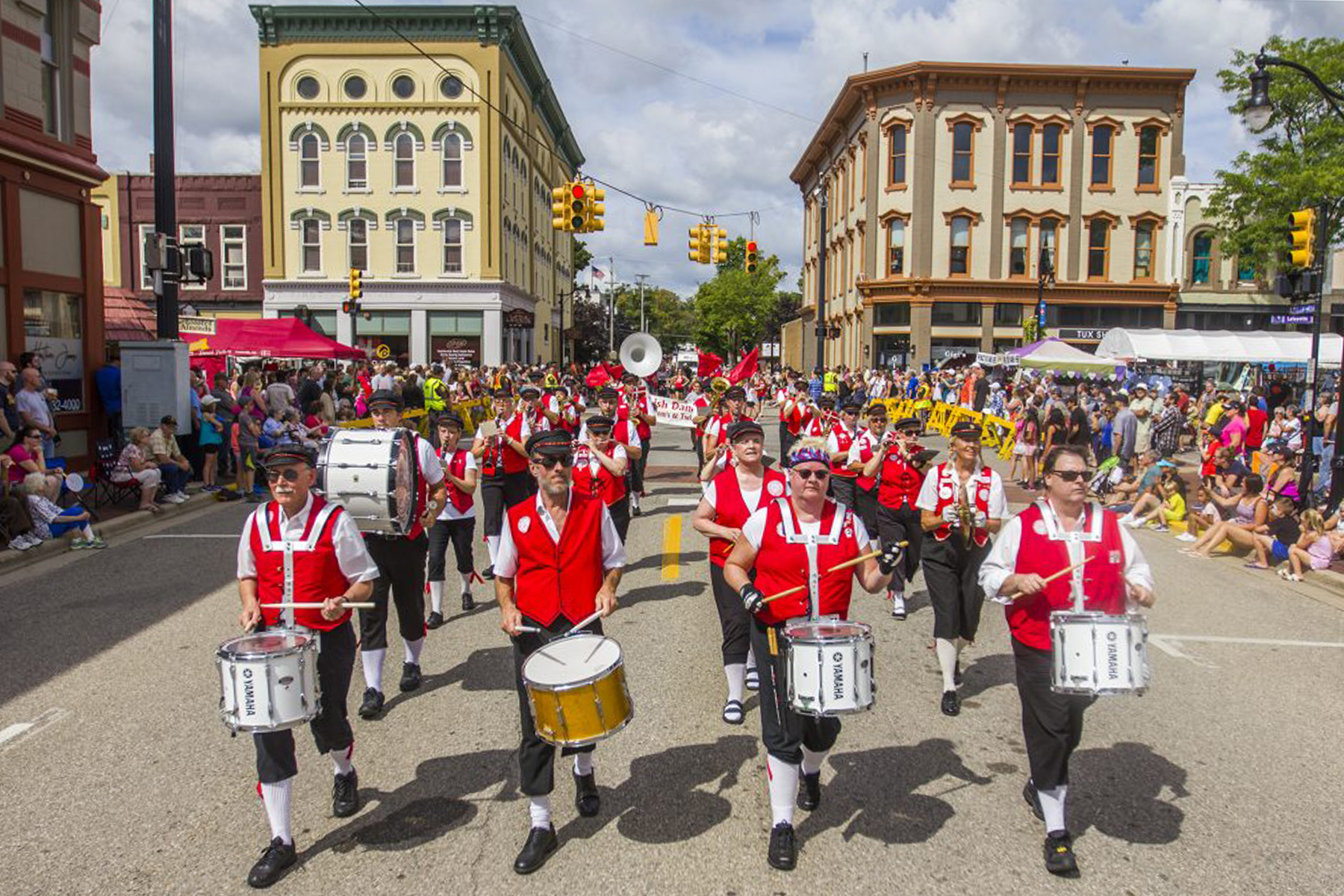
droit